# Satoshi Hoshino

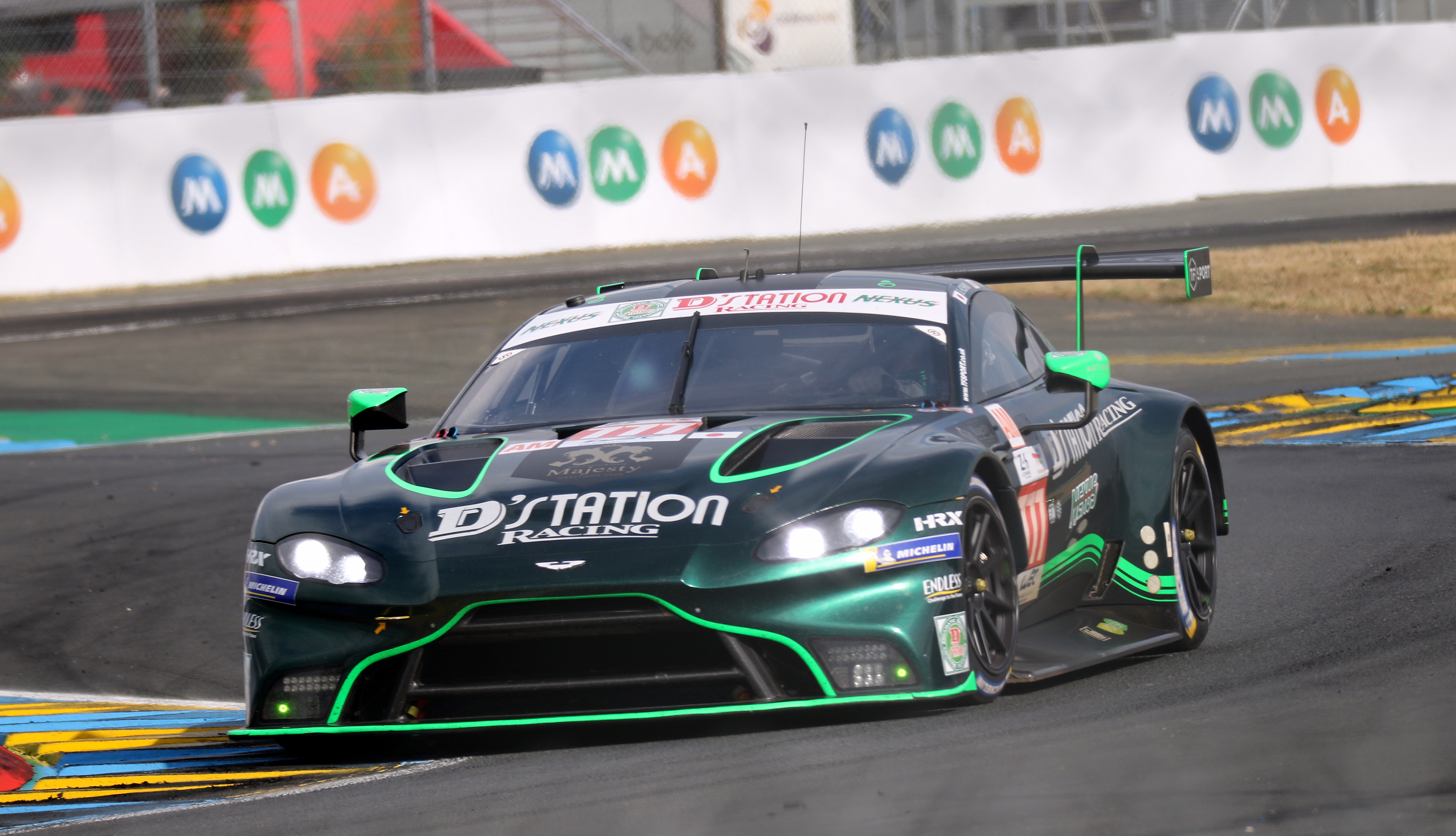
Aston Martin Vantage AMR von Satoshi Hoshino, Tomonobu Fujii und Casper Stevenson beim 24-Stunden-Rennen von Le Mans 2023

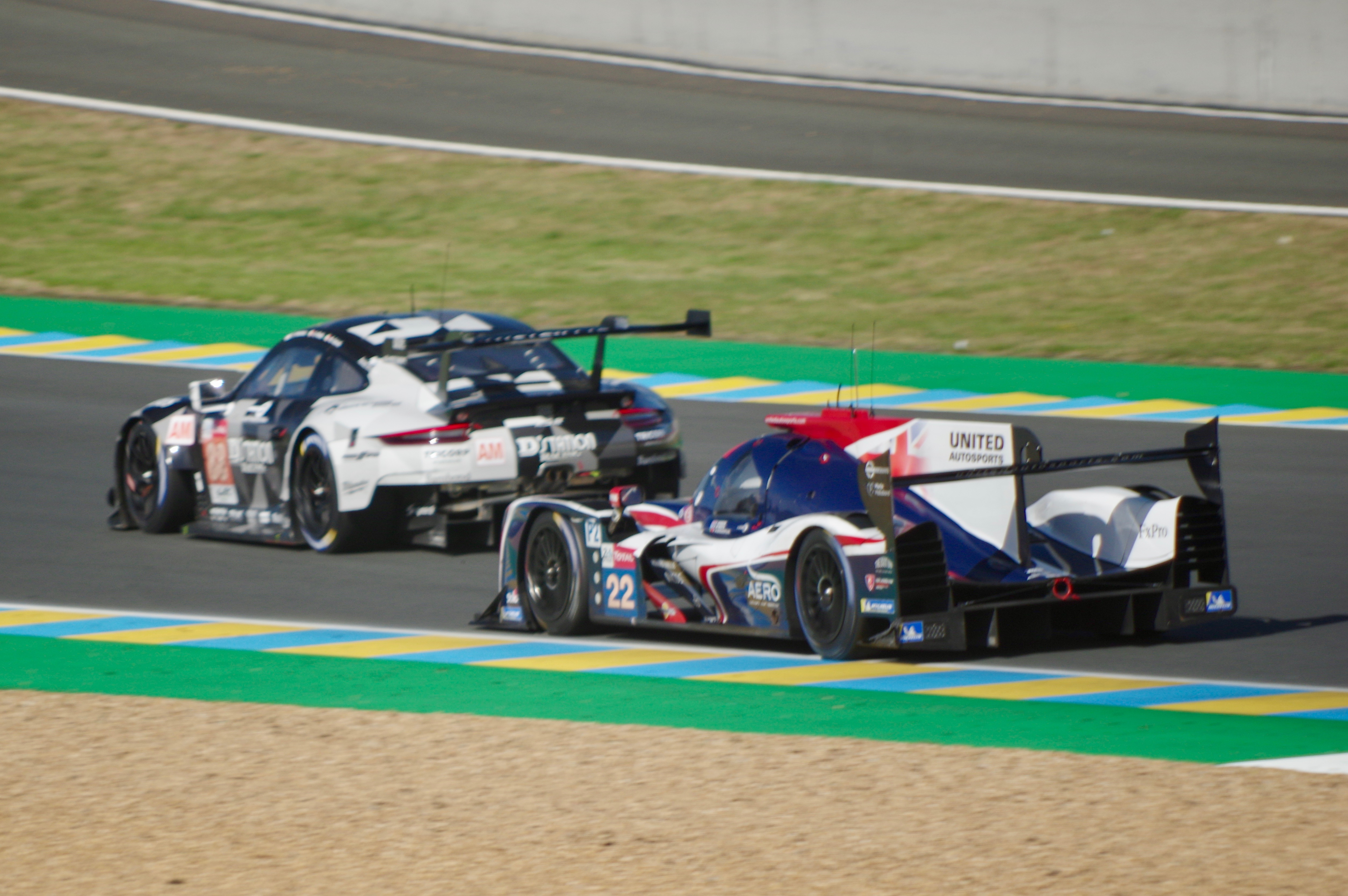
Der Porsche 911 RSR (links vorne), mit dem Satoshi Hoshino beim 24-Stunden-Rennen von Le Mans 2019 am Start war

Satoshi Hoshino (jap. 星野聡, Hoshino Satoshi; * 7. April 1961 in der Präfektur Gunma) ist ein japanischer Unternehmer, Autorennfahrer und Rennstallbesitzer.

## Unternehmer
Satoshi Hoshino gründete 1995 Nexus, ein Unternehmen, das unter dem Markennamen D’station unter anderem Hotels, Restaurants, Einrichtungen der Unterhaltungsindustrie und Fitnessstudios betreibt. Hoshino ist Präsident der Holding, die 2019 mit 2784 Mitarbeitern einen Gewinn von 326.327.580 Millionen Yen (2,5 Millionen Euro) erzielte.

## Karriere als Rennfahrer
Satoshi Hoshino begann 2013 mit dem Motorsport. Auf einem Porsche 911 GT3 Cup des eigenen Rennteams startete er im japanischen Porsche Carrera Cup, wo er 2015 den sechsten Endrang erreichte. Ab 2016 fuhr er wechselweise in der IMSA WeatherTech SportsCar Championship und in asiatischen GT-Serien.
2019 erlebte er bei seiner ersten Le-Mans-Teilnahme die ganze Härte des professionellen Motorsport. Hoshino hatte sich ins Team von Patrick Dempsey eingekauft und bestritt das Rennen gemeinsam mit Matteo Cairoli und Giorgio Roda in der GTE-Amateurklasse. Hoshino war der Startfahrer und geriet rasch an die Grenzen eines Amateurpiloten. Während der ersten Rennstunde drehte er sich dreimal. Als er nach einer Pause erneut im Cockpit saß, kollidierte er mit dem dreifachen Le-Mans-Sieger Marcel Fässler, der 2019 eine Corvette C7.R fuhr. Fässler verunfallte schwer und musste aufgeben. Obwohl die Rennleitung Fässler als Auslöser der Kollision ausmachte, verzichtete Hoshino auf eine Weiterfahrt. Daraufhin musste Dempsey den Wagen zum Leidwesen der beiden verbliebenen Fahrer (Cairoli hatte im Qualifikationstraining die Pole-Position der Amateurklasse herausgefahren) den Wagen aus dem Rennen nehmen. Die Meldung für das 24-Stunden-Rennen von Le Mans 2020 zog er wegen der COVID-19-Pandemie zurück.

## Statistik

### Le-Mans-Ergebnisse
| Jahr | Team                  | Fahrzeug                 | Teamkollege    | Teamkollege      | Platzierung   | Ausfallgrund      |
| ---- | --------------------- | ------------------------ | -------------- | ---------------- | ------------- | ----------------- |
| 2019 | Dempsey Proton Racing | Porsche 911 RSR          | Matteo Cairoli | Giorgio Roda     | zurückgezogen |                   |
| 2021 | D'station Racing      | Aston Martin Vantage AMR | Tomonobu Fujii | Andrew Watson    | Rang 33       |                   |
| 2022 | D'station Racing      | Aston Martin Vantage AMR | Tomonobu Fujii | Charlie Fagg     | Ausfall       | Chassis gebrochen |
| 2023 | D'station Racing      | Aston Martin Vantage AMR | Tomonobu Fujii | Casper Stevenson | Ausfall       | Elektrik          |
| 2024 | D'station Racing      | Aston Martin Vantage AMR | Erwan Bastard  | Marco Sørensen   | Rang 36       |                   |

### Einzelergebnisse in der FIA-Langstrecken-Weltmeisterschaft
| Saison  | Team                  | Rennwagen                | 1   | 2   | 3   | 4   | 5   | 6   | 7   | 8   |
| ------- | --------------------- | ------------------------ | --- | --- | --- | --- | --- | --- | --- | --- |
| 2018/19 | Dempsey-Proton Racing | Porsche 911 RSR          | SPA | LEM | SIL | FUJ | SHA | SEB | SPA | LEM |
| 2018/19 | Dempsey-Proton Racing | Porsche 911 RSR          |     |     |     | DNF |     |     |     | DNF |
| 2019/20 | D'station Racing      | Porsche 911 RSR          | SIL | FUJ | SHA | BAH | AUS | SPA | LEM | BAH |
| 2019/20 | D'station Racing      | Porsche 911 RSR          | 27  |     |     |     |     |     |     |     |
| 2021    | D'station Racing      | Aston Martin Vantage AMR | SPA | POR | MON | LEM | BAH | BAH |     |     |
| 2021    | D'station Racing      | Aston Martin Vantage AMR | 26  | DNF | 21  | 33  | 28  | 26  |     |     |
| 2022    | D'station Racing      | Aston Martin Vantage AMR | SEB | SPA | LEM | MON | FUJ | BAH |     |     |
| 2022    | D'station Racing      | Aston Martin Vantage AMR | 27  | 27  | DNF | 32  | 25  | 32  |     |     |
| 2023    | D'station Racing      | Aston Martin Vantage AMR | SEB | POR | SPA | LEM | MON | FUJ | BAH |     |
| 2023    | D'station Racing      | Aston Martin Vantage AMR | 27  | DNF | 28  | DNF | DNF | 32  |     |     |
| 2024    | D'station Racing      | Aston Martin Vantage AMR | KAT | IMO | SPA | LEM | SAO | AUS | FUJ | BAH |
| 2024    | D'station Racing      | Aston Martin Vantage AMR | 36  |     |     |     |     |     |     |     |